# Gorky 17
Gorky 17 est un jeu vidéo de stratégie au tour par tour (ou Tactical RPG) développé par le studio polonais Metropolis Software et édité par Monolith Productions. 
Il est sorti sous Windows en 1999, puis sur Macintosh en 2002. Le jeu a ensuite été porté sous Linux par Hyperion Entertainment et édité par Linux Game Publishing en 2006. Initialement prévu en 2006, conjointement avec la version Linux, Hyperion Entertainment porte le jeu sur AmigaOS 4 en 2015.
Gorky 17 a connu une préquelle titrée Gorky Zero: Beyond Honor et sortie en 2003, puis une suite portant le nom de Aurora Watching en 2005.

## Histoire
Le joueur commande un petit groupe de soldats de l'OTAN qui doit résoudre un mystère concernant l'apparition de créatures hybrides dans le village polonais de Lubin. La ville est terrorisée, la zone est alors couverte par les troupes de l'OTAN et les médias du monde entier, alors que la première excursion a disparu sans laisser de traces. Le héros de l'histoire est un soldat quadragénaire nommé Cole Sullivan, un homme appartenant à un commando et doué d'importantes connaissances scientifiques. La tâche donnée à son équipe est d'expliquer la présences des hybrides et de trouver les membres disparus du Groupe Un.

## Système de jeu
Gorky 17 est un jeu de stratégie au tour par tour avec des éléments de tactical RPG et de Survival horror. Son gameplay est inspiré par les  jeux de rôle tactiques sur console tel que Vandal Hearts, bien que le scénario et le style des personnages soient plus proche de la série des Resident Evil.
Le jeu utilise deux types de gameplay :
- Un mode exploration en temps réel : où le joueur contrôle ses personnages à l'aide de la souris afin de les déplacer au travers de la ville ainsi que les faire interagir avec divers objets du décor. L'un des objectifs qui reste une constante tout au long du jeu est la recherche de coffres qui sont dispersés dans le décor, dans lesquels on trouve les items pour survivre ou progresser : armes, munitions, soins et objets spéciaux.
- Un mode combat en tour par tour : qui se met en route lorsque le joueur passe dans certaines zones prédéfinies (il n'y a pas de zones aléatoires de combat comme dans de nombreux autres jeux de rôle). Dans ce mode, l'écran est divisé par un quadrillage et l'ordinateur contrôle les adversaires. Dans chaque tour, chacun des personnages se déplace d'un certain nombre de carrés et peut utiliser une arme ou décider de ne rien faire. Les armes ont des effets tactiques différents (par exemple, le pistolet ne peut être utilisé que dans une direction toute droite, tandis que le fusil peut tirer en diagonale). Le jeu s'arrête si l'un des personnages du joueur meurt.

Du point de vue de la représentation graphique, les personnages et les ennemis sont animés en 3D alors que les décors sont des images fixes très détaillées. Certaines attaques bénéficient d'un effet de zoom.  Le jeu comporte un certain nombre d'armes et d'items différents : hache, revolver, fusil, grenade, lance-flamme, etc.
Les ennemis sont, la plupart du temps, des créatures hybrides entre l'homme et l'animal. Les statuts anormaux (poison, sommeil, etc.) sont présents comme dans beaucoup de Tactical RPG classiques. De plus, le jeu est ponctué par un certain nombre de scènes cinématiques.

## Divers
Gorky 17 a été édité aux États-Unis par Monolith Productions et JoWooD sous le titre Odium.

## Accueil
| Gorky 17        |      |       |
| Média           | Pays | Notes |
| Eurogamer       | US   | 8/10  |
| Game Revolution | US   | A-    |
| GameSpot        | US   | 59 %  |
| IGN             | US   | 70 %  |
| Gen4            | FR   | 3/5   |
| Joystick        | FR   | 54 %  |